# Culture couronnienne
Objets typiques
Vases sphériques et cylindriques simples et dépouillés
Le Couronnien est une culture archéologique du Néolithique récent, qui s'est développée entre environ 3200 et 2500 av. J.-C. en Provence.

## Historique
Le Couronnien tire son nom du village de La Couronne, situé sur la commune de Martigues, dans les Bouches-du-Rhône.
En 1938, Max Escalon de Fonton (1920-2013) découvrit le gisement du Collet Redon à La Couronne, dont il commença les fouilles après la guerre, en 1947. Il découvrit en 1948 le site de Saint-Joseph-Fontainieu, dans le nord de Marseille (Bouches-du-Rhône). Il décida alors de créer une dénomination « type La Couronne » en raison des similitudes entre les deux sites.
Il fallut attendre 1974 pour avoir une définition du Couronnien par le préhistorien Jean Courtin, qui le plaçait entre le Chasséen et la culture campaniforme.
Dans les années 1980 et 1990, André d'Anna approfondit les recherches et proposa le premier tableau chronologique consacré à la fin du Néolithique provençal,.

## Aire géographique
Le Couronnien couvre une bonne partie de la Provence, entre la mer, le Rhône et le Lubéron, et ponctuellement des zones au nord du Lubéron, dans le Vaucluse et le long de la Durance.

## Description
Max Escalon de Fonton définit le Couronnien comme une culture de plateaux, absente généralement des grottes et cavités (première approche des sites de plein air dans la région) et le différencia de la culture pastorale des plateaux de l'Hérault. Il nota la présence de vases campaniformes.
La poterie montre une simplicité et une relative absence de décors. Ceci sera néanmoins plus tard remis en cause, ce qui conduira à une reclassification de certains sites.

## Sites
Sites aujourd'hui retenus dans la dénomination :
- Martigues, Istres, Vauvenargues, Marseille, Buoux

Plusieurs sites initialement retenus sont maintenant considérés par certains auteurs comme des sites mixtes, dont certains avaient pourtant servi à définir le Couronnien : Ponteau-Gare, Marseille, Allauch.